# أليساندرو جراميجني
أليساندرو جراميجني (بالإيطالية: Alessandro Gramigni) هو متسابق دراجات نارية إيطالي فاز ببطولة سباق الجائزة الكبرى للدراجات النارية. نافس في سباقات بطولة العالم لفئة 500 سي سي ولفئة 250 سي سي ولفئة 125 سي سي ولفئة 50 سي سي. كما شارك في بطولة العالم للسوبربايك.

## البطولات
- سباق الجائزة الكبرى للدراجات النارية 1992

## روابط خارجية
- أليساندرو جراميجني على موقع MotoGP.com (الإنجليزية)
- أليساندرو جراميجني على موقع WorldSBK.com (الإنجليزية)
- أليساندرو جراميجني على موقع CONI honoured athlete website (الإيطالية)